# Desertificação

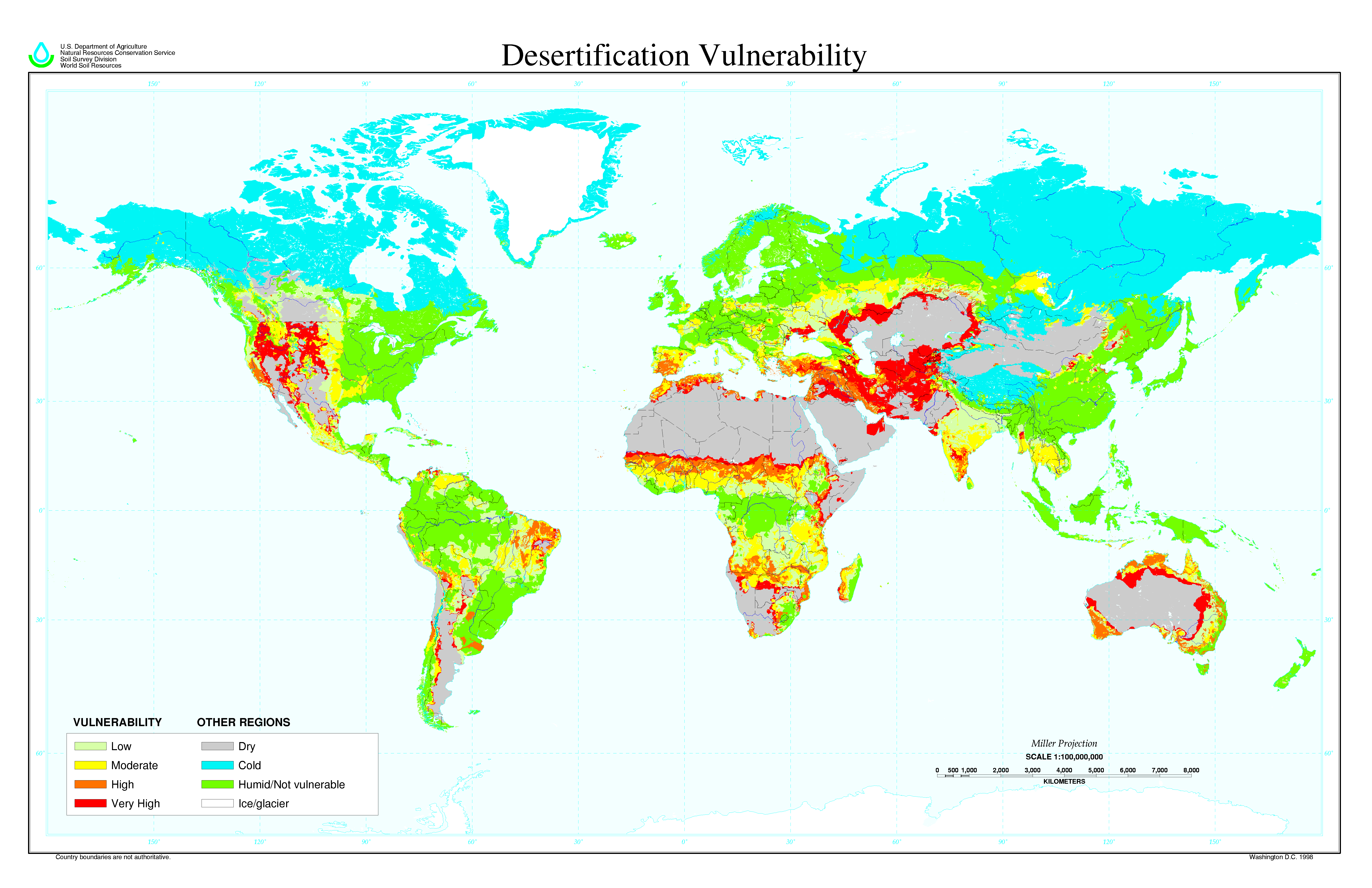
Mapa das zonas vulneráveis à desertificação segundo o Departamento de Agricultura dos Estados Unidos.

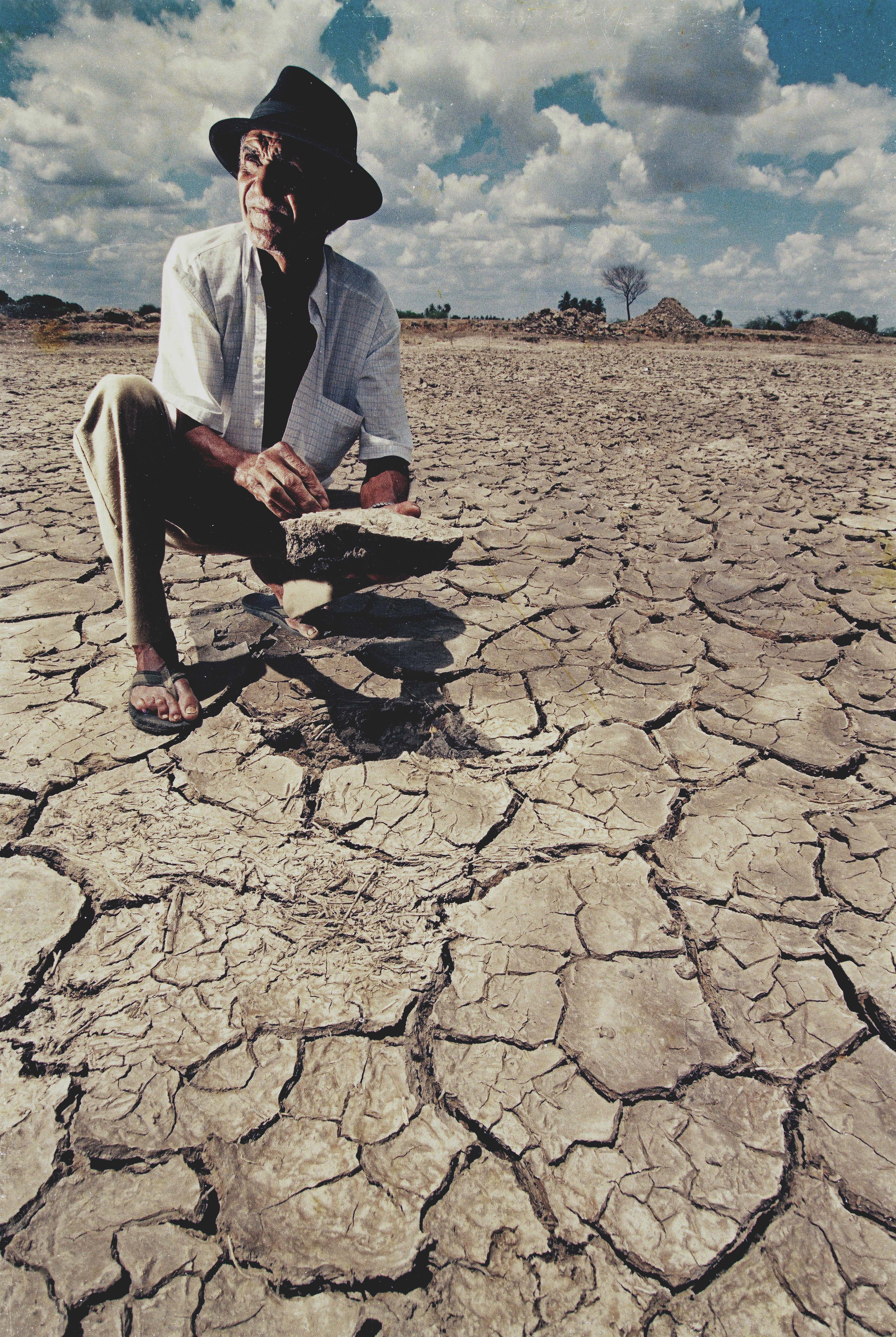
A desertificação provoca rachaduras no solo, impossibilitando de ser fértil e aproveitável.

Desertificação é o fenômeno que corresponde ao empobrecimento e diminuição da umidade em solos arenosos, localizados em regiões de clima subúmido, árido e semiárido. Segundo a Convenção das Nações Unidas de Combate à Desertificação, a desertificação é "a degradação da terra nas regiões áridas, semiáridas e subúmidas secas, resultante de vários fatores, entre eles as variações climáticas e as atividades humanas". Considera as áreas suscetíveis aquelas com índice de aridez entre 0,05 e 0,65. A ONU adotou o dia 17 de Junho como o Dia Mundial de Combate à Desertificação.

## O processo de desertificação
O termo desertificação tem sido utilizado para a perda da capacidade produtiva dos ecossistemas causada pela atividade humana. Devido às condições ambientais, as atividades econômicas desenvolvidas em uma região podem ultrapassar a capacidade de suporte e de sustentabilidade. O processo é pouco percetível a curto prazo pelas populações locais. Há também erosão genética da fauna e flora, extinção de espécies e proliferação eventual de espécies exóticas.
O que acontece é um processo em que o solo de determinados lugares começa a ficar cada vez mais estéril. Isso quer dizer que a terra perde seus nutrientes e a capacidade de fazer nascer qualquer tipo de vegetação, seja florestas naturais ou plantações feitas pelo ser humano.
Sem vegetação, as chuvas vão rareando, o solo vai ficando árido e sem vida, e a sobrevivência fica muito difícil. Os moradores, agricultores e pecuaristas geralmente abandonam essas terras e vão procurar outro lugar para viver.
No caso de desertos arenosos, origina-se a partir do empobrecimento do solo e consequente morte da vegetação, sendo substituída por terreno arenoso. No caso dos desertos polares, a causa evidente é a temperatura extremamente baixa daquelas regiões.
Nas regiões semiáridas e semiúmidas secas, a ação humana intensifica os processos de desertificação. As atividades agropecuárias insustentáveis são responsáveis pelos principais processos: a salinização de solos por irrigação, o sobrepastoreio e o esgotamento do solo pela utilização intensiva e insustentável dos recursos hídricos por procedimentos intensivos e não adaptados às condições ambientais, além do manejo inadequado na agropecuária.
O crescimento demográfico e a consequente demanda por energia e recursos naturais também exerce pressão pela utilização intensiva do solo e dos recursos hídricos.
As consequências deste processo geram grandes problemas sociais, econômicos e culturais. Em primeiro lugar, reduz a oferta de alimentos. Além disto, há o custo de recuperação da área ambiental degradada. Do ponto de vista ambiental, a perda de espécies nativas vegetal e animal é uma consequência funesta. Isso se caracteriza pelo próprio nome segundo o entendimento da Organização das Nações Unidas, uma vez que o clima se transforma em deserto, somente algumas espécies conseguem se adaptar, como as Cobras e Ratos. Onde temos noites invernais de baixa temperatura e dias de verão rigorosos de mais de 40 graus Celsius, ou seja, no deserto não existe a chamada meia estação. O outono e a primavera. Note-se, atualmente o tempo de primavera e outono está diminuindo e o tempo de verão e inverno está aumentando no mundo inteiro, segundo estatísticas nas obras de renomados especialistas em climatologia
Finalmente, os problemas sociais: a migração das populações para os centros urbanos, gerando a pobreza, o desemprego e a violência. Isto estabelece um desequilíbrio entre as diversas regiões mundiais, uma vez que as áreas suscetíveis à desertificação encontram-se em regiões pobres onde existe a ignorância com relação ao uso do solo e também onde já há uma desigualdade social na educação ambiental a ser vencida.

## Desertificação no mundo
O risco de desertificação atinge 40% da superfície terrestre, considerando regiões urbanas e rurais nesse processo, segundo os climatologistas, envolvendo uma população de 2,6 bilhões de pessoas pelo menos, tendendo ao crescimento. Na África, estima-se que sejam 200 milhões de pessoas atingidas pelo processo somente na região subsaariana. A degradação nos vários países subsaarianos varia de 20% a 50% do território.
Na Ásia e na América Latina, são mais de 357 milhões de hectares afetados. A cada ano, perde-se 2,7 bilhões de toneladas de solo.
As adaptações a estas mudanças provocam mais pressões sobre o uso do solo, aumentando sua degradação pelo manejo inadequado.
Em agosto de 2010, a ONU está lançando a Década da ONU sobre Desertos e de Combate à Desertificação, a fim de fortalecer o combate ao processo e conscientizar sobre a questão.

### No Brasil

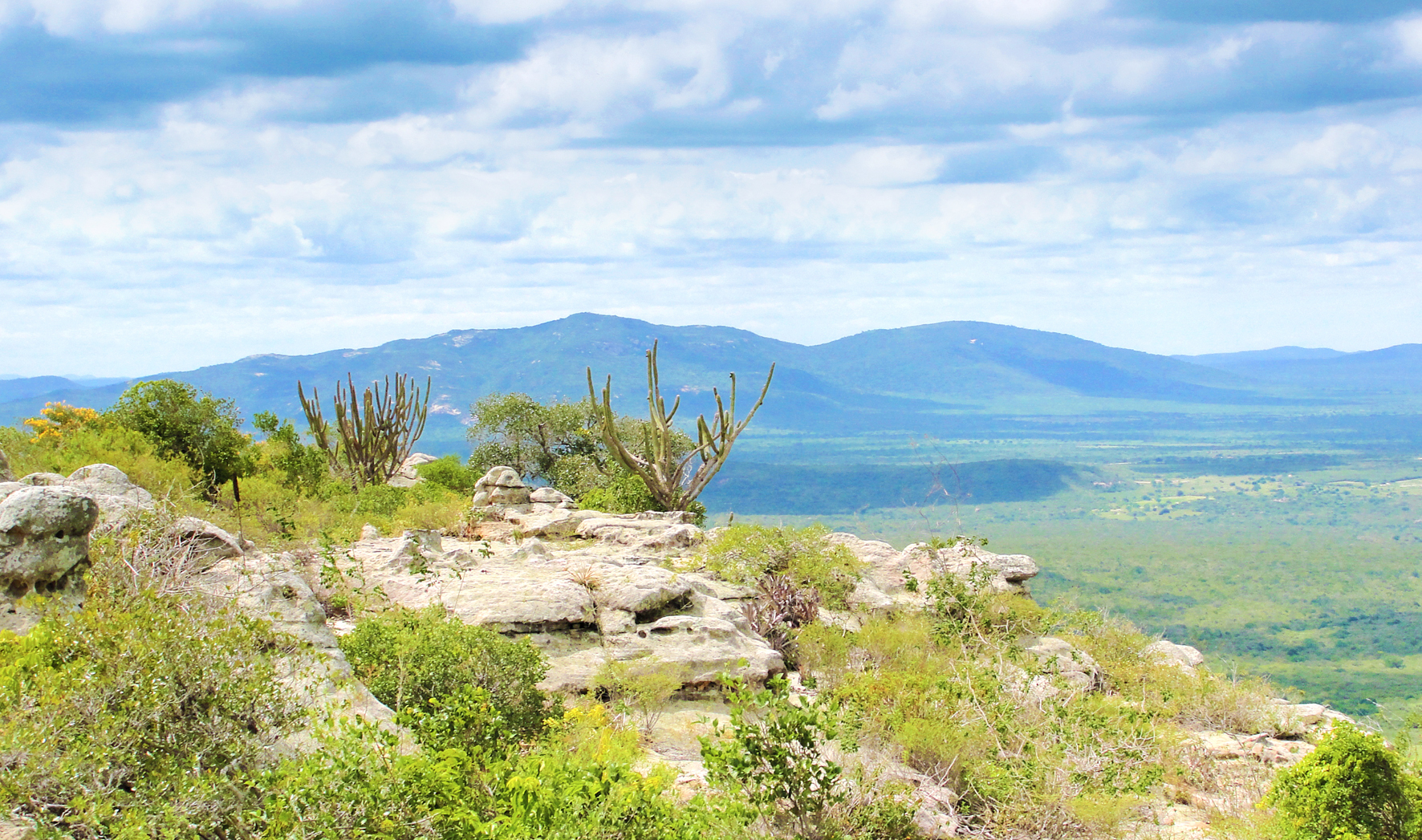
A caatinga é um bioma com risco de desertificação no Brasil.

No Brasil, o fenômeno se tornou mais evidente a partir de 2005. Conforme mencionado pela Interpol (Organização Internacional de Polícia Criminal) com relação à ONU:
"[...] Trata-se de crime ambiental, uma vez que a ONU em diversos tratados desde 1963 considera o Brasil como o 'pulmão do Mundo'. [...]" (Anexos... devido a área geográfica ocupada - área Continental, representado por Amazônia Legal, Centro Oeste e regiões ainda não desmatadas na época. 1963).
A partir de 2005, observou-se o desmatamento em três quartos dessas áreas, criando um novo perfil climático, com desertificação total nas regiões mais suscetíveis. Nessas áreas, onde antes havia clima semiárido ou subúmido seco (cerca de 10% do território brasileiro), especialmente no Nordeste e norte de Minas Gerais e Espírito Santo, o clima se tornou mais seco em mais da metade do território. Essas áreas incluem 1201 municípios, distribuídos por uma área de 1.130.790,53 km², dos quais 710.437,30 km² (62,8%) são de clima semiárido e 420.258,80 km² (37,2%) são subúmido seco, e abrigam aproximadamente 23 milhões de pessoas.
As queimadas, práticas comuns para “limpeza” do solo, intensificaram o processo a partir de 2005, afetando a microfauna e os micro-organismos do solo, essenciais para ciclos inorgânicos, como o ciclo do nitrogênio. A destruição desses organismos reduz a fertilidade do solo e a disponibilidade de nutrientes, com efeitos que podem durar anos.
Atualmente, quatro núcleos concentram os casos mais intensos de desertificação, totalizando uma área de mais de 18.743,5 km²: Gilbués (PI), Irauçuba (CE), Seridó (RN) e Cabrobó (PE). No semiárido brasileiro, 10% da área já apresenta processos graves de desertificação, e a tendência é de expansão.
Para combater esses efeitos, foi criado, no governo Michel Temer, o "Programa de Ação Nacional de Combate à Desertificação e Mitigação dos Efeitos da Seca" (PAN-2018), coordenado pela Secretaria de Recursos Hídricos do Ministério do Meio Ambiente. O programa reúne os setores público e privado para definir diretrizes e ações contra a desertificação no país.
Em julho de 2017, a "Comissão Nacional de Combate à Desertificação" foi reativada, sob coordenação do Ministério do Meio Ambiente. A Comissão é interministerial e ligada à Presidência da República, com membros de diversos ministérios e da Polícia Federal, e tem como objetivo definir estratégias para combater a desertificação, mitigar os efeitos da seca e implementar os compromissos do Brasil na Convenção das Nações Unidas de Combate à Desertificação, promulgada pelo Decreto nº 2.741 de 20 de agosto de 1998.
A área do Brasil suscetível à desertificação abrange 86% do território nacional, englobando regiões urbanas e suburbanas em todos os estados. Essa área concentra 85% da população em situação de pobreza, um desafio crescente para futuros governos no combate aos problemas ambientais e socioeconômicos gerados pela desertificação.

### Em Portugal

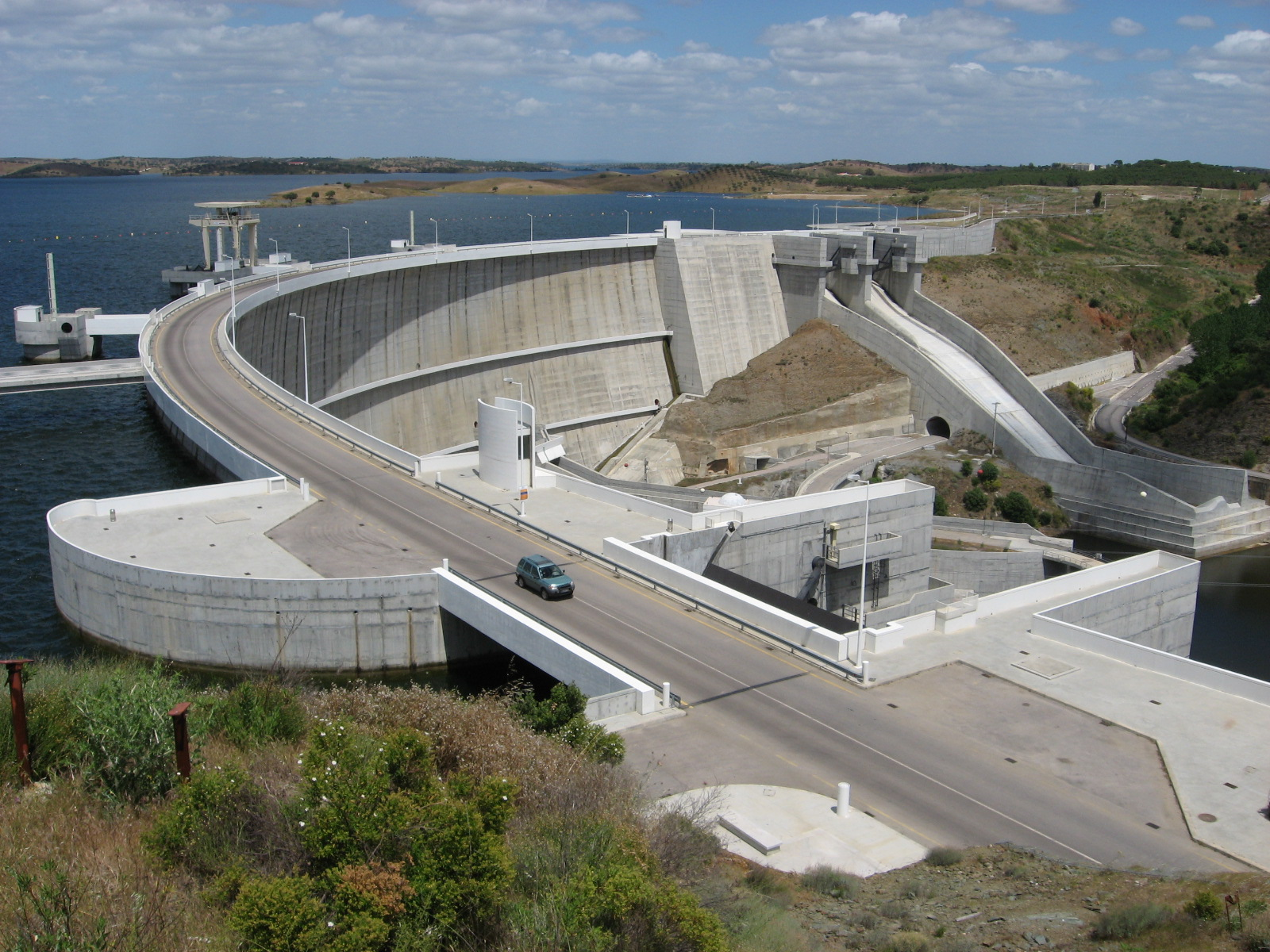
Barragem do Alqueva

Portugal é um dos países europeus com maior risco de desertificação. Esse risco é praticamente nulo nas regiões acima do rio Tejo, mas abaixo do mesmo esse risco torna-se evidente. As províncias do Alentejo e Algarve sofrem uma grande pressão hidrográfica devido à falta de pluviosidade(chuva), prática agrícola excessiva (Alentejo), e demasiadas infraestruturas turísticas (Algarve).
Na província alentejana, para combater a falta de pluviosidade, foi construída a barragem do Alqueva (não foi a única razão para a sua construção), de modo a criar o maior lago artificial da Europa. Esse lago permitiu a irrigação dos campos agrícolas envolventes, sem a necessidade de utilizar fontes de água primitivas, esperando-se assim reduzir a susceptibilidade dos solos nesta região.
Já no Algarve, devido aos campos de golfe e outras infraestruturas turísticas como as piscinas, o governo português implementou algumas políticas de modo a restringir o uso de água para estas actividades.